# Henry Klumb
Heinrich Klumb (Colonia, Alemania, 1905 - San Juan, Puerto Rico, 1984) fue un arquitecto alemán radicado en Puerto Rico.

## Educación[1][2]
Klumb se graduó con honores de la Staatliche Bauschule (Escuela Estatal de Arquitectura) en 1926, recibiendo además influencias de parte del Deutsche Werkbundun programa de artes plásticas desarrollado por el arquitecto alemán  Herman Muthesius. Klumb emigró a los Estados Unidos de Norteamérica en 1927, a los 22 años, para estudiar como aprendiz (1929-1933) de Frank Lloyd Wright  en Taliesin (Spring Green, Wisconsin).  Durante su aprendizaje, Klumb trabajó en el diseño y construcción del campamento Ocatillo en Arizona y dirigió la exhibición de los trabajos de Wright en Europa en 1931. 
De Wright, Klumb aprendería los principios fundamentales de la arquitectura orgánica, disciplina constructiva caracterizada por la funcionalidad, adecuación a las condiciones climáticas del entorno, contextualización formal, y fluidez espacial.

## Carrera[3]
Tras dejár Taliesen en 1933, Klumb contribuyó al diseño de Greenbelt, New Jersey. En 1937 estableció en Filadelfia, junto a Louis I. Kahn y Louis Metzinger, ‘Cooperative Planners’ firma concentrada en el diseño de casas prefabricadas a bajo costo. Tras relocalizarse en Los Ángeles en 1941, participó en el diseño del plan maestro de dicha ciudad.
En 1944, se traslada a Puerto Rico invitado por el gobernador de la isla Rexford Tugwell, para que dirigiese el Comité de diseño de obras públicas.  Cerca a esta fecha funda, junto a Sthephen Arneso, quien fuese también aprendiz en Taliesin, la fábrica de muebles ARKLU, dedicada al diseño y construcción de muebles adecuados al clima tropical.   En Puerto Rico Klumb establecería su práctica arquitectónica privada, ejerciendo hasta su muerte en 1984. 
Entre sus obras más relevantes se distinguen sendos planes maestros para los recintos de Río Piedras y Mayagüez, de la Universidad de Puerto Rico, así como un amplio número de los edificios que componen los campus.  Entre estos se incluyen la Residencia de la Facultad, el Museo de Antropología, Arte e Historia, la Biblioteca General y el Centro de Estudiantes.  Su trabajo en el sector público atrajo múltiples comisiones privadas, entre las que se incluyen 108 residencias, varios templos y edificios comerciales.  Entre estos cabe mencionar el campus e iglesia del Colegio San Ignacio de Loyola, el Hotel la Rada y los templos del Carmen y San Martín de Porres, y varias farmacéuticas, como Eli Lilly, Parke-Davis, Baxter, Roche, Searle y Travenol.  
En 1968, estableció la Fundación Klumb.  En 1981 el Colegio de Arquitectos de Puerto Rico estableció el Premio Henry Klumb, como su más alta distinción. Los recipientes del Premio Henry Klumb incluye a los arquitectos Jesús Eduardo Amaral, Osvaldo Toro, Efraín Pérez Chanis, Segundo Cardona, Otto Reyes, Edwin Quiles, Luis Flores, Jorge Rigau, Fernando Abruña, Andrés Mignucci, Beatriz del Cueto, Emilio Martínez, Manuel Bermúdez y José Ricardo Coleman Davis-Pagán.

## Características de su obra[4]
La práctica de Klumb se enmarca dentro de una generación de arquitectos que laboró en Puerto Rico aproximadamente entre 1940 y 1980, distinguiéndose por el objetivo de “diseñar una arquitectura a tono con el clima (de Puerto Rico), dentro del lenguaje formal del movimiento moderno” (Mignucci, 1992). Así se percibe en sus edificios claras influencias estéticas provenientes del modernismo mecanocéntrico característico de la Bauhaus, Mies, o Le Corbusier, combinado con una amplia influencia conceptual derivada de Wright.   En términos de experiencia espacio-arquitectónica, su obra se distingue por proyectar un sentido de armoniosa integración y fluidez espacial entre el edificio y el entorno. Estas características sensoriales se sustentan en una serie de parámetros de diseño derivados de los conceptos de la arquitectura orgánica desarrollados por Wright. En su forma más abstracta, estos parámetros se describen de la siguiente manera: 
- Posicionamiento de los espacios funcionales de acuerdo a las fuerzas del entorno (luminotérmica, ventilación, vistas).”

- Conformando la cubierta como un ente que regula la relación entre los espacios funcionales y las fuerzas del entorno (luminotérmica, ventilación, vistas)”

- Estableciendo una relación de similitud entre la forma del entorno, la forma de la casa, y la forma de las partes componentes.”

- Creando un sentido de continuidad espacial entre el exterior y el interior, y entre los distintos subespacios interiores. ”

## Obra Selecta
- Planes Maestros, UPR-San Juan y Mayagüez, Puerto Rico.

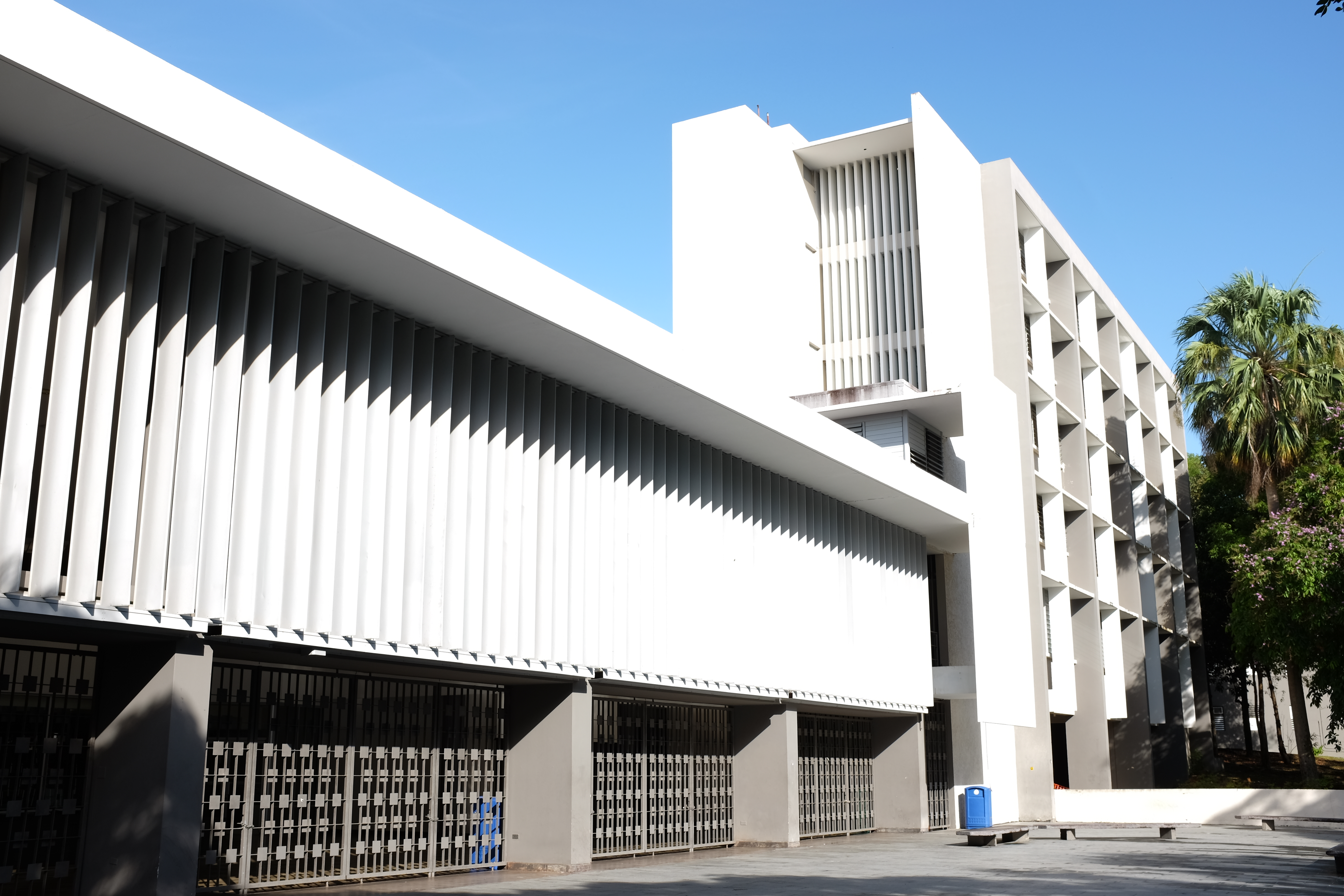
Edificio del Centro de Estudiantes de la Universidad de Puerto Rico Recinto de Río Piedras.

- Edificio del Centro de Estudiantes de la Universidad de Puerto Rico Recinto de Río Piedras.Centro de Estudiantes, UPR-Rio Piedras, San Juan, Puerto Rico.
- Biblioteca José M. Lázaro, UPR-Rio Piedras, San Juan, Puerto Rico.
- Museo de Historia, Antropología y Arte, UPR-Rio Piedras, San Juan, Puerto Rico.
- Escuela de Leyes, UPR-Rio Piedras, San Juan, Puerto Rico.
- Edificio Vaquería Experimental, UPR-Estación Experimental Agrícola, Gurabo, Puerto Rico.
- Colegio San Ignacio de Loyola, Urbanización Santa María, Rio Piedras, San Juan, Puerto Rico.
- Casa Fullana, San Juan, Puerto Rico.
- Iglesia San Martín de Porres, Cataño, Puerto Rico.
- Iglesia San Ignacio, Urbanización Santa María, Rio Piedras, San Juan, Puerto Rico.
- Hotel La Rada, Condado, San Juan, Puerto Rico.

## Los archivos de Henry Klumb
El Archivo de Arquitectura y Construcción de la Universidad de Puerto Rico (AACUPR) conserva la Colección Henry Klumb (1926-1984). Con un volumen aproximado de 365 pies cúbicos, la colección contiene dibujos arquitectónicos, fotografías, maquetas, artefactos, material audiovisual y documentos textuales de varios tipos. La serie Dibujos Arquitectónicos acoge 578 proyectos, organizados intelectualmente en dos subgrupos: trabajos en los Estados Unidos y en Puerto Rico hasta 1945 y documentos de la Oficina de Henry Klumb. La colección fue adquirida por la Universidad de Puerto Rico en 1986, luego de la muerte del arquitecto en 1984.

## Ver
- Arquitectura de Puerto Rico
- Frank Lloyd Wright